# Jordi Rabassa i Massons
Jordi Rabassa y Massons (Barcelona, 1974) es un historiador y activista político catalán. Sus estudios se centran en historia local de Barcelona, el movimiento obrero y la recuperación de la memoria de la guerra, la dictadura y la transición.

## Biografía
Rabassa se licenció en historia en la especialidad de Historia contemporánea en la Universidad de Barcelona en 1997. Ha centrado sus trabajos de investigación en la ciudad de Barcelona, concretamente en el barrio de San Andrés, del cual  es residente. Colabora con la prensa local del barrio y ha publicado varios artículos en la revista Finestrelles y una publicación del Centro de Estudios Ignasi Iglésias donde participa como miembro de la junta. El año 1993 ingresó al equipo de redacción de la revista Sant Andreu de cap a peus, de la Asociación de Vecinos de San Andrés de Palomar, donde continúa colaborando desde entonces. Fue redactor en jefe entre los años 1999 y 2001 y actualmente  es segundo vicepresidente. Ha publicado artículos en varias enciclopedias y otras obras colectivas y ha trabajado en diferentes proyectos de recuperación de la historia de San Andrés de Palomar.
Desde 2019 es regidor en el Ayuntamiento de Barcelona por Barcelona en Comú.

## Publicaciones destacadas[10]
- Josep Cararach y Mauri, l'època de la construcció del Sant Andreu Contemporani (Martín AG, 2004).
- Josep Dencàs y Puigdollers, el nacionalisme radical a la Generalitat  (Dalmau, 2006).
- Sant Andreu de Palomar y La Sagrera: com era i com és (Duxelm, 2009).
- Barcelona: Sant Andreu de Palomar: recull gràfic 1880-1976 (Efadós, 2012).[11]